# Harbouria
Harbouria là chi thực vật có hoa trong họ Apiaceae.